# Xã Locke, Michigan
Xã Locke (tiếng Anh: Locke Township) là một xã thuộc quận Ingham, tiểu bang Michigan, Hoa Kỳ. Năm 2010, dân số của xã này là 1.791 người.